# Mizuki Kuwabara
Mizuki Kuwabara (桑原みずき, Kuwabara Mizuki), née le 19 février 1992 dans la préfecture de Kōchi, au Japon, est une chanteuse, idole japonaise du groupe de J-pop SKE48.